# School van Milete

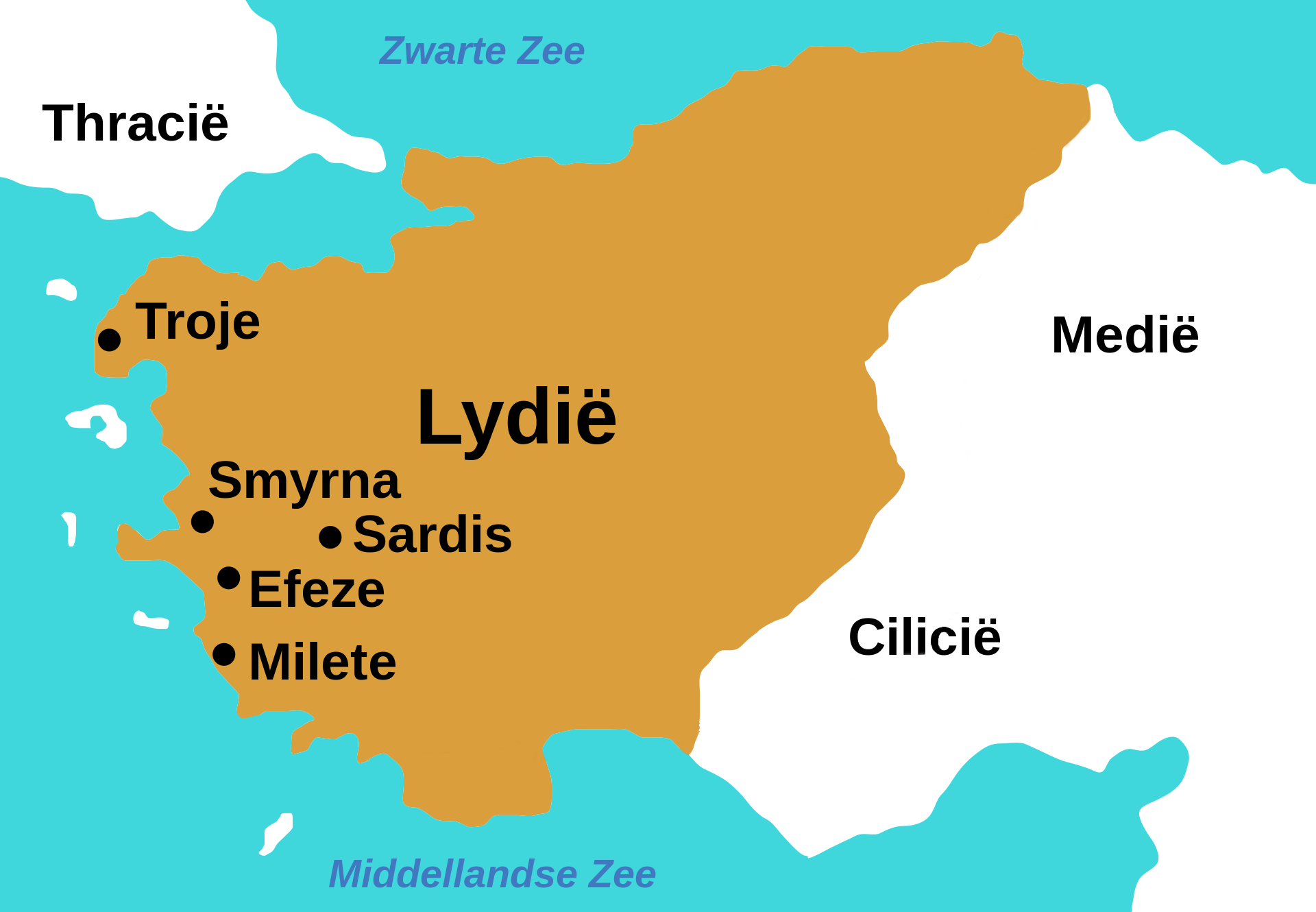
Lydië

De School van Milete is de naam voor de drie vroegste presocratische filosofen die actief waren in het Milete van de 6e eeuw v.Chr., namelijk Thales, Anaximander en Anaximenes. Zij waren de grondleggers van de filosofie, met name de natuurfilosofie, waarbij ze op rationele wijze probeerden om het heelal en de natuurkunde te verklaren. Daarvoor speculeerden ze over beginselen zoals abstracte natuurkrachten en oersubstanties, archè, waaruit materie voort zou komen. Over de filosofie in Milete is weinig bekend. Thales schreef waarschijnlijk niets en van Anixamander is via Simplicius in de 6e eeuw maar een citaat overgeleverd. 
De indeling naar scholen is een hellenistische tendens die historisch gezien problemen met zich meebrengt. De groepering van Thales, Anaximander en Anaximenes is gangbaar in de literatuur, maar de aanduiding 'School van Milete' niet, omdat die misleidend is. Van een school als instelling was geen sprake. Het is ook niet waarschijnlijk dat sprake was van een meester-leerlingrelatie, maar Milete was klein genoeg voor de filosofen om elkaar te hebben ontmoet en ideeën van elkaar te hebben overgenomen. 
Dat filosofie in Milete tot leven kwam is te begrijpen. De plaats was een bloeiende handelsstad en culturele smeltkroes aan de westkust van Ionië in Klein-Azië. Milete stond binnen het Lydische koninkrijk sterk onder oosterse invloed. Langs de handelswegen die er samenkwamen, bereikten ook veel Aziatische verworvenheden het westen: astronomie, kalender, muntstelsel, gewichten en misschien ook het schrift. Daardoor nam de welvaart toe, zodat meer mensen meer tijd hadden voor intellectuele activiteiten. Tevens werkte het interculturele contact relativering van de eigen traditie in de hand. Het succes van de stad vergrootte het vertrouwen in menselijk handelen, dat niet volledig aan de wil van de goden was onderworpen.